# Rio do Funil
Rio do Funil är ett vattendrag i Brasilien.   Det ligger i delstaten Rio de Janeiro, i den sydöstra delen av landet, 900 km söder om huvudstaden Brasília.
I omgivningarna runt Rio do Funil växer i huvudsak städsegrön lövskog.